# 886

## Догађаји
- 29. август — Цар Василије I Македонац умире од грознице. Наслеђује га 19-годишњи Лав VI, син бившег цара Михаила III, као једини владар Византијског царства.
- октобар — Опсада Париза: Гроф Одо Париски се провлачи кроз територију под контролом Викинга, да затражи подршку од западнофраначког краља Карла Дебелог. Враћа се унутар зидина са појачањем. Карло стиже касније са великом војском и поставља логор на Монмартру. После преговора обећава Викинзима исплаћивање данка у вредности од 700 ливри и дозвољава им да отплове реком Сеном, да презиме у Бургоњи.
- Краљ Алфред Велики од Весекса ослобађа Лондон од данских Викинга, преименује га у Лунденбурх и предаје град свом зету Етелреду, владару Мерсије.
- Краљ Алфред Велики прима званичну покорност свих грађана Енглеске који нису под влашћу Викинга и узима титулу „Краљ Англосаксонаца”.

- Децембар – Цар Лав VI смењује цариградског патријарха Фотија I, који му је био учитељ, и замењује га рођеним братом Стефаном I.
- Глагољица, коју су осмислили свети Ћирило и Методије, мисионари из Цариграда, усвојена је у Бугарском царству.
- Борис I, владар (кан) бугарског царства, оснива Преславску и Охридску књижевну школу.
- Будући цар Симеон I Велики, син Бориса I, враћа се у Бугарску после школовања у престижној школи Магнавра у Цариграду.

## Смрти
- 29. август — Василије I Македонац, византијски цар (р. 811)
- Јосиф Песмописац
- Мухамед I од Кордобе